# 剣号作戦

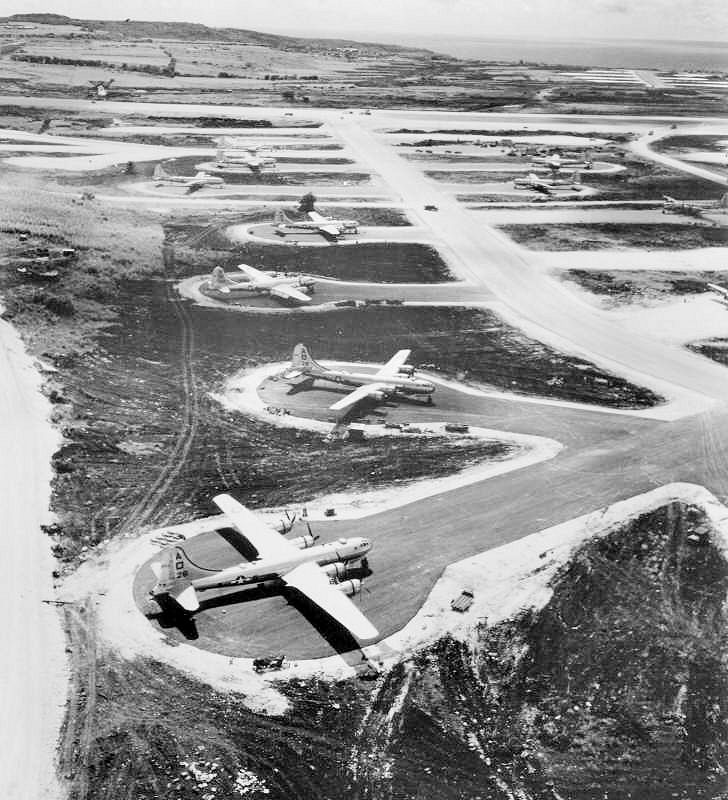
サイパン島のイスリー飛行場（日本側呼称：アスリート飛行場）に駐機中のB-29群

剣号作戦（けんごうさくせん）あるいは剣作戦とは、太平洋戦争末期に日本軍が立案した、マリアナ諸島のアメリカ軍基地に対するエアボーン攻撃計画である。当初は海軍陸戦隊250人が乗った航空機を強行着陸させB-29爆撃機を破壊する計画であったが、後に原子爆弾の制圧も目標に加えられ、陸軍空挺部隊300人も参加することになった。烈作戦（れつさくせん）と称する支援空襲も同時に実施する計画だった。使用予定の航空機がアメリカ軍機動部隊の空襲で破壊されたため延期となり、発動直前に終戦の日を迎えて中止となった。
なお、烈号作戦の作戦名は、同時期に別に計画中だった沖縄のアメリカ軍飛行場を攻撃目標とした陸軍空挺部隊によるグライダー降下作戦の名称にも用いられている。

## 背景

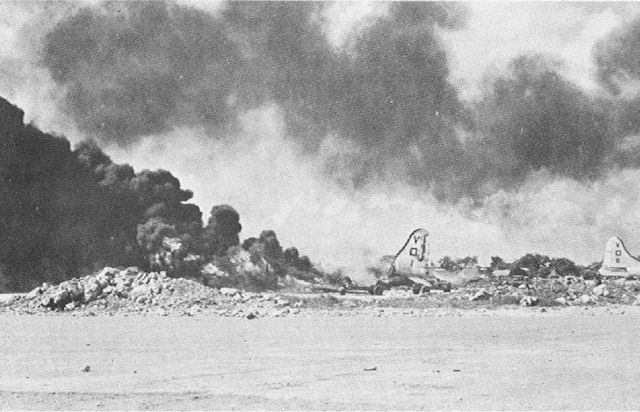
1944年11月27日の日本軍の空襲で破壊されたアスリート飛行場のB-29

1944年（昭和19年）7月のサイパンの戦いでの敗北後、日本本土のほとんどは、マリアナ諸島に展開したアメリカ陸軍航空軍のB-29爆撃機による戦略爆撃の脅威にさらされるようになった。マリアナ諸島から発進したB-29による日本本土空襲は、同年11月24日の東京空襲を皮切りに次第に激しさを増した。特に1945年（昭和20年）2月末に目視照準による精密爆撃からレーダー照準による市街地爆撃へ方針転換がされて以降、日本側の被害が一挙に拡大した。
日本軍は、戦闘機や高射砲での迎撃を行ったが、対空警戒網の不備やB-29の優れた高空性能・防御力のため、撃墜は困難であった。そこで、硫黄島を中継基地に使った空襲により、飛行場のB-29を地上撃破することも何度か試みられたが、決定的な打撃を与えることはできなかった（日本軍によるマリアナ諸島航空攻撃）。1945年2-3月の硫黄島の戦いで中継基地が失われると、この種の空襲による反撃も不可能になった。
日本側の戦況はさらに悪化し、1945年3月末には沖縄戦が始まった。連合国軍は同年11月にダウンフォール作戦による日本本土上陸を予定しており、日本側も同年秋には本土上陸が起きる可能性が高いと判断していた。日本軍は本土決戦に向けた準備を進めていたが、兵器・物資の備蓄も陣地の構築も未完成であった。

## 基本計画の立案
1945年5月頃、海軍総隊司令部で、サイパン島のアメリカ軍航空基地のB-29を攻撃目標として強行着陸により海軍陸戦隊を送りこむ剣作戦が発案された。集結中のB-29を多数破壊することで本土空襲を数か月間阻止し、本土決戦準備完成までの時間稼ぎを行うことが戦略目的であった。

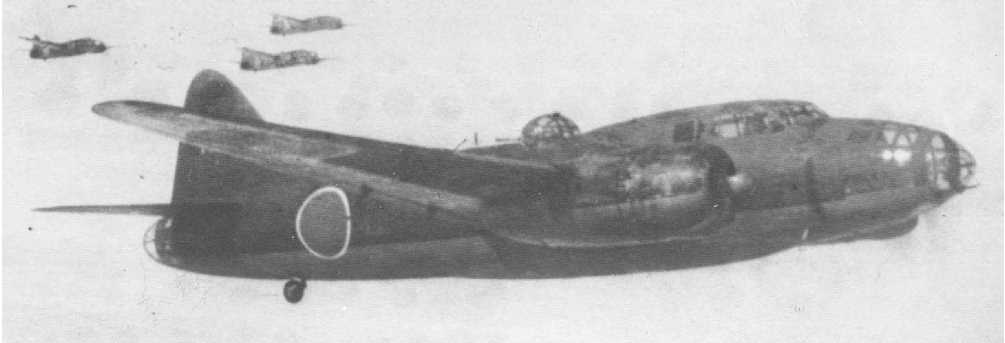
一式陸上攻撃機の編隊。ただし剣作戦部隊ではない

作戦案は海軍総隊司令部自らが中心となって作成した。武装を撤去した一式陸上攻撃機20機を輸送機代わりにして精鋭の呉鎮守府第101特別陸戦隊を搭乗させ、夜間飛行で滑走路へ強行着陸のうえ、B-29を爆破するという筋書きである。硫黄島が中継基地として使用できないため、航続力が短い護衛戦闘機を付けることはできなかった。呉101特は潜水艦で敵地潜入するコマンド部隊として編成された陸戦隊で、潜水艦による潜入成功の見込みが無いため、本作戦へ起用された。一式陸攻の搭乗員も着陸後に陸戦隊員とともに地上戦闘に加入するものとされた。片道飛行で敵基地へ強行着陸という作戦の性質上、参加者の生還は困難で、指定された現場部隊では特攻隊であると受け止められた。
同様の敵飛行場に対するエアボーン攻撃は、レイテ島の戦いにおいて行われた義号作戦（薫空挺隊）をはじめ、陸軍部隊によりすでに数回行われていた。特に、沖縄戦で1945年5月25日に行われた義号作戦（義烈空挺隊）では、九七式重爆撃機で強行着陸した挺進第1連隊の1個中隊がかなりの戦果を挙げたと判定されており、実際にアメリカ軍も成功した作戦と評価していた。なお、偶発的な事例ではあるが、1944年11月27日にサイパン島を空襲した第1御楯特別攻撃隊の零式艦上戦闘機1機がイスリー飛行場（アスリート飛行場）に着陸し、搭乗員が銃撃戦の末に射殺されている。
一方、烈作戦は、当初は剣作戦と別に計画された。硫黄島にもB-29が展開するとの予測の下、銀河陸上爆撃機で硫黄島のアメリカ軍飛行場を空襲する構想であった。使用する銀河は、20mm機銃多数を下向きに固定搭載した多銃装備機が予定されている。6月末には、攻撃目標が硫黄島およびマリアナ諸島になっていた。
剣作戦は5月末頃から参加予定部隊へ内示され、6月24日に海軍総司令長官小沢治三郎中将から第3航空艦隊司令長官寺岡謹平中将に対し、呉101特司令山岡大二少佐を指揮官とする剣作戦部隊の編成が正式に発令された（GB電令作93号）。6月30日には軍令部総長豊田副武大将が昭和天皇に対し、剣作戦（7月中旬以降）および烈作戦（時期未定）の計画状況を上奏している。

## 作戦準備

### 7月下旬に向けた作戦準備
剣作戦は夜間飛行に適した満月に近い月齢の時期に行う必要があり、7月下旬（満月は24日）が実行時期に選ばれた。そして、7月下旬に向けて部隊人員・装備の調達や訓練などの作戦準備が進められた。剣作戦部隊の準備は三沢基地を拠点として行われた。
6月24日のGB電令作93号により指示された剣作戦部隊の兵力は、地上戦闘要員の呉101特と空挺飛行機隊の一式陸攻20機に加え予備5機であった。空挺飛行機隊は第3航空艦隊のほか第5航空艦隊と第10航空艦隊から派出した機体と人員で構成され、27日には搭乗員を増やして実施兵力25機体制に増強された（GB電令作96号）。陸攻各機に陸戦隊員10人ずつが分乗し、計250人を輸送する。
護衛機無し且つ自衛武装無しでの飛行となるため、硫黄島の防空レーダー警戒圏を迂回した夜間行動で迎撃を避ける戦術が採られた。サイパン島までの予定飛行距離は1300海里（約2400km）以上と長く、多数の陸戦隊を乗せた過加重状態のため燃料は片道分ぎりぎりであり、主要行程を推測航法に頼らなければならないなど搭乗員の負担は極めて大きかった。
陸戦用の装備として、吸盤ゴムの付いた手投げ式のB-29破壊用吸着爆雷や、機動力確保のための自転車などが整備された。吸着爆雷は、大西瀧治郎軍令部次長の発案で新たに開発されたものである。攻撃訓練用に、B-29の実物大模型も製作された。
マリアナ諸島の基地の状況を調査するため、三沢基地には捕虜であったB-29搭乗員29人が集められ、取調べを受けた。これによりサイパン島とグアム島の状況は飛行場内部の配置などまで詳細に把握され、模型も製作されている。
出撃予定時期が迫ってきた7月14-15日、アメリカ海軍第38任務部隊が、北日本一帯を激しく空襲した。悪天候のため第一次攻撃目標とされた日本軍航空基地の多くは被害を免れたが、三沢基地は7月14日の早朝から攻撃を受けてしまった。この戦闘で剣部隊用の一式陸攻の大半が破壊され、出撃可能なのは7機だけになってしまった。部隊指揮官の山岡少佐は残存機による決行を主張したが、大本営海軍部は次の月明期である8月18日以降（満月は23日）へ作戦延期を決定した。7月25日に、豊田軍令部総長は昭和天皇に対して作戦延期を報告している。

### 8月下旬に向けた作戦準備

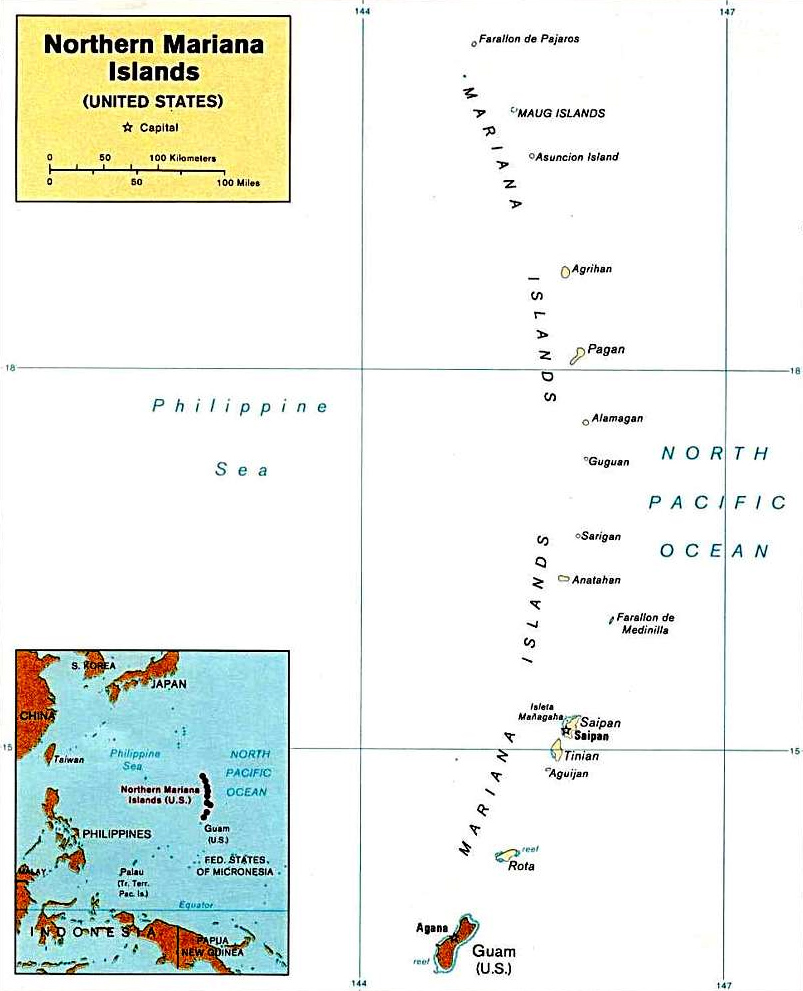
マリアナ諸島の地図

7月14日の空襲後、陸軍空挺部隊の参加が決まり、陸海共同の剣号作戦として規模が拡大されることになった。7月27日に豊田軍令部総長は、海軍総司令長官小沢治三郎中将に対して陸軍の第1挺進団の一部を指揮下に入れるよう指示した（大海指527号）。新たに陸軍第1挺進連隊の2個中隊（約300人、指揮官：園田直大尉）と第5航空艦隊・第101航空戦隊から集めた一式陸攻30機により第2剣作戦部隊が編成された。従来の剣作戦部隊は第1剣作戦部隊と改称され、一式陸攻30機・搭乗陸戦隊300人に増強されている。第2剣作戦部隊は千歳基地を準備拠点にすることになり、陸軍部隊は8月6日に進出した。
剣作戦部隊とは別に編成されていた烈作戦部隊（指揮官：野口克己大尉）も協同作戦を行うことになった。銀河30機から成る烈作戦部隊は、松島基地を拠点として訓練中であった。装備機の半数を多銃装備型とし、残り半数はクラスター爆弾の一種である21号爆弾（子弾36個内蔵）12発で爆装、各型5機ずつの混成編隊3組で敵基地を制圧して剣作戦部隊の突入を援護する構想であった。海軍航空本部で7月中旬以降に新装備の実験が行われ、うち21号爆弾は不発が多かったため25日に対策会議が開かれている。最終時の編制は、多銃装備機・爆装機各36機に増強されていた。なお。烈作戦部隊の銀河30機は、銃爆撃任務の遂行後、トラック諸島の海軍飛行場に着陸する予定であったといわれている。
8月5日に小沢海軍総司令長官・大西軍令部次長・軍令部員高松宮大佐宮らが松島基地の烈作戦部隊を視察。翌日には三沢基地で第1剣作戦部隊と烈部隊の銀河数機による総合演習の視察が行われた。吸着爆雷の吸着不良など細部に問題が残っていたが、良好な成績と認められている。大西軍令部次長は吸着爆雷の速やかな改修など要望事項への対応を約束した。小沢海軍総司令長官は同部隊を天雷特別攻撃隊と命名した。
剣号作戦の攻撃目標はサイパン島およびグアム島とされていたが、8月6日の広島市への原子爆弾投下を受けて、急きょテニアン島が追加された。陸軍による通信解析の結果、原爆投下機の出撃基地がテニアン島と判明し、同島に原爆貯蔵施設が存在すると推定されたためである。最終的に次のような陣容で作戦を実行することになった。
- 第1剣作戦部隊（指揮官：山岡大二少佐）
  - 第1中隊（直率） - 陸戦隊200人。攻撃目標はグアム。
  - 第2中隊（指揮官：山内一郎大尉） - 陸戦隊100人。攻撃目標はテニアン北飛行場。
  - 飛行隊（指揮官：国崎虔大尉） - 一式陸攻30機、搭乗員150人。
- 第2剣作戦部隊（指揮官：園田直大尉）
  - 第1中隊（直率） - 陸軍挺進第1連隊の200人。攻撃目標はサイパン。
  - 第2中隊 - 陸軍挺進第1連隊の100人。攻撃目標はテニアン南飛行場。
  - 飛行隊（指揮官：松原義人大尉） - 一式陸攻30機、搭乗員150人。
- 烈作戦部隊
  - 爆撃隊（指揮官：野口克己大尉） - 銀河36機（各機小型爆弾800kg装備）
  - 銃撃隊（指揮官：土岐宗男大尉） - 銀河36機（各機20mm機銃2門装備）

作戦は木更津基地を拠点として行うこととなり、第3航空艦隊司令部は8月8日に陣頭指揮のため奈良県の大和基地から木更津基地へ移動した。第3航空艦隊では剣号作戦を正式に特攻隊と扱い、剣作戦部隊および烈作戦部隊を合わせて神風特別攻撃隊第6御楯隊を編成した。

## 終戦による中止
日本のポツダム宣言受諾により、剣号作戦は実行されずに終わった。8月15日の玉音放送を聞いた後、第1剣部隊指揮官の山岡少佐は木更津基地で開かれた第3航空艦隊の会議に出席した。状況を確認した山岡少佐は、徹底抗戦派が起こした厚木事件に同調することなく、作戦中止と部隊の解散を決めた。8月22日、三沢基地では部隊の解散式が行われた。

## 関連文献
- 田中賢一『大空の華―空挺部隊全史』芙蓉書房、1984年。
- 山岡部隊隊史刊行会『特攻S特―海軍特別陸戦隊山岡部隊々史』山岡部隊隊史刊行会、1978年。
- 山辺雅男『海軍落下傘部隊』鱒書房、1956年。
- 「マリアナB-29の基地に対する陸海軍の経空攻撃(1)」公益財団法人特攻隊戦没者慰霊顕彰会「会報特攻」第27号、平成8年4月、p21-26
- 「マリアナB-29の基地に対する陸海軍の経空攻撃(2)」公益財団法人特攻隊戦没者慰霊顕彰会「会報特攻」第28号、平成8年8月
- 「マリヤナB29に対する攻撃(3)」公益財団法人特攻隊戦没者慰霊顕彰会「会報特攻」第29号、平成8年11月
- 「マリヤナB29に対する攻撃(4)」公益財団法人特攻隊戦没者慰霊顕彰会「会報特攻」第30号、平成9年2月
- 「マリヤナB29に対する攻撃(5)」公益財団法人特攻隊戦没者慰霊顕彰会「会報特攻」第31号、平成9年5月
- 「マリヤナB29に対する攻撃(6)」公益財団法人特攻隊戦没者慰霊顕彰会「会報特攻」第33号、平成9年11月